# Elezione papale del 1241
L'elezione papale del 1241 venne convocata a seguito della morte di papa Gregorio IX e si concluse con l'elevazione alla Cattedra di Pietro di papa Celestino IV.

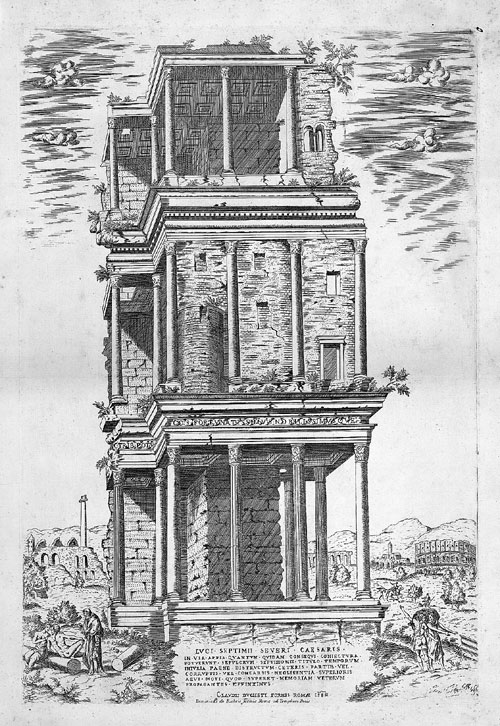
Una veduta del Septizodium, antico edificio imperiale in rovina convertito in monastero, che fu l'angusta sede del conclave del 1241

## Svolgimento
L'elezione iniziò un mese dopo la morte di papa Gregorio IX (avvenuta il 22 agosto 1241) e si protrasse per più di un mese, terminando il successivo 25 ottobre. Si svolse in un periodo drammatico per la Chiesa di Roma, che la vedeva contrapposta al potere imperiale in una lotta che stava attraversando il suo culmine. 
Durante il periodo della sede vacante i cardinali in vita erano tredici o quattordici, tuttavia Giacomo da Pecorara e Oddone di Monferrato erano prigionieri dell'imperatore Federico II di Svevia; un terzo, Tommaso da Capua, viene conteggiato tra i partecipanti ma era probabilmente già morto nel 1239.
I rimanenti appena undici cardinali vennero confinati nella dura clausura del Septizonio dal senatore di Roma Matteo Rosso Orsini. In condizioni igienico-sanitarie assai precarie, e dopo una fallita mediazione con l'imperatore per la restituzione dei due porporati trattenuti prigionieri, i cardinali impiegarono più di un mese per raggiungere il consenso. Non riuscendo ad accordarsi su un valido candidato, i voti confluirono sul vecchio e malandato Goffredo Castiglioni, che assunse il nome pontificale di Celestino IV.
Tuttavia il pontificato del neoeletto sarebbe durato appena diciassette giorni, in quanto, già gravemente malato, Celestino IV morì lasciando la Chiesa nel caos. I cardinali si dispersero per timore di ritorsioni da parte di Federico II e la sede vacante durò quasi un anno e mezzo.

## Lista dei partecipanti

### Presenti in conclave[1]
| Nome                                   | Paese                     | Titolo | Ruolo                                                                                        | Nascita  | Concistoro |
| -------------------------------------- | ------------------------- | --- | -------------------------------------------------------------------------------------------- | -------- | ---------- |
| Rinaldo dei signori di Jenne           | Stato Pontificio          | Cardinale vescovo di Ostia e Velletri; eletto papa con il nome di Alessandro IV nel conclave del 1254        | Decano del collegio cardinalizio; Legato pontificio emerito ad Anagni, Perugia e Nord Italia | 1199     | 18/09/1227 |
| Romano Bonaventura                     | Stato Pontificio          | Cardinale vescovo di Porto                                                                                   | Arciprete della Patriarcale Basilica di Santa Maria Maggiore; Legato pontificio in Francia   | 1180 ca. | 02/1216    |
| Goffredo Castiglioni                   | Libero comune di Milano   | Cardinale vescovo di Sabina; eletto papa                                                                     | Legato pontificio emerito in Germania                                                        | 1180 ca. | 18/09/1227 |
| Giovanni Colonna, O.S.B.               | Stato Pontificio          | Cardinale presbitero dei Santa Prassede                                                                      | Legato pontificio emerito a Costantinopoli e in Siria                                        | 1185 ca. | 18/02/1212 |
| Stefano de Normandis dei Conti         | Stato Pontificio          | Cardinale presbitero di Santa Maria in Trastevere                                                            | Arciprete della Basilica di San Pietro in Vaticano                                           | 1190 ca. | 02/1216    |
| Sinibaldo Fieschi dei conti di Lavagna | Repubblica di Genova      | Cardinale presbitero di San Lorenzo in Lucina; eletto papa con il nome di Innocenzo IV nel conclave del 1243 | Legato pontificio nel Nord Italia; Vescovo emerito di Albenga                                | 1195 ca. | 18/09/1227 |
| Raniero Capocci, O. Cist.              | Stato Pontificio          | Cardinale diacono di Santa Maria in Cosmedin                                                                 | Legato pontificio a Spoleto e in Tuscia; Cardinale protodiacono                              | 1182 ca. | 02/1216    |
| Gil Torres                             | Regno di Castiglia e León | Cardinale diacono dei Santi Cosma e Damiano                                                                  | Auditore di Santa Romana Chiesa; Amministratore apostolico del Monastero di Farfa            | 1175 ca. | 02/1216    |
| Riccardo Annibaldi                     | Stato Pontificio          | Cardinale diacono di Sant'Angelo in Pescheria                                                                | Rettore di Campagna e Marittima                                                              | 1200 ca. | 09/1237    |
| Robert Somercotes                      | Regno d'Inghilterra       | Cardinale presbitero di San Crisogono                                                                        | Suddiacono Apostolico; Auditore di Leterae contradictae                                      | 1190 ca. | 18/09/1239 |
| Pietro da Capua minor                  | Regno di Sicilia          | Cardinale diacono di San Giorgio in Velabro                                                                  | Vice-Cancelliere di Santa Romana Chiesa                                                      | 1180 ca. | 10/1219    |

### Assenti in conclave
| Nome                          | Paese                     | Titolo                                     | Ruolo                                                           | Nascita  | Concistoro |
| ----------------------------- | ------------------------- | ------------------------------------------ | --------------------------------------------------------------- | -------- | ---------- |
| Giacomo da Pecorara, O. Cist. | Piacenza                  | Cardinale vescovo di Palestrina            | Legato pontificio in Provenza; Auditore della Sacra Rota Romana | 1170 ca. | 09/1231    |
| Oddone di Monferrato          | Marchesato del Monferrato | Cardinale diacono di San Nicola in Carcere | Legato pontificio in Inghilterra                                | 1180 ca. | 18/09/1227 |